# Bughea de Sus (okręg Prahova)
Bughea de Sus – wieś w Rumunii, w okręgu Prahova, w gminie Teișani. W 2011 roku liczyła 66 mieszkańców.